# Tessenowweg 5 (Hannover)

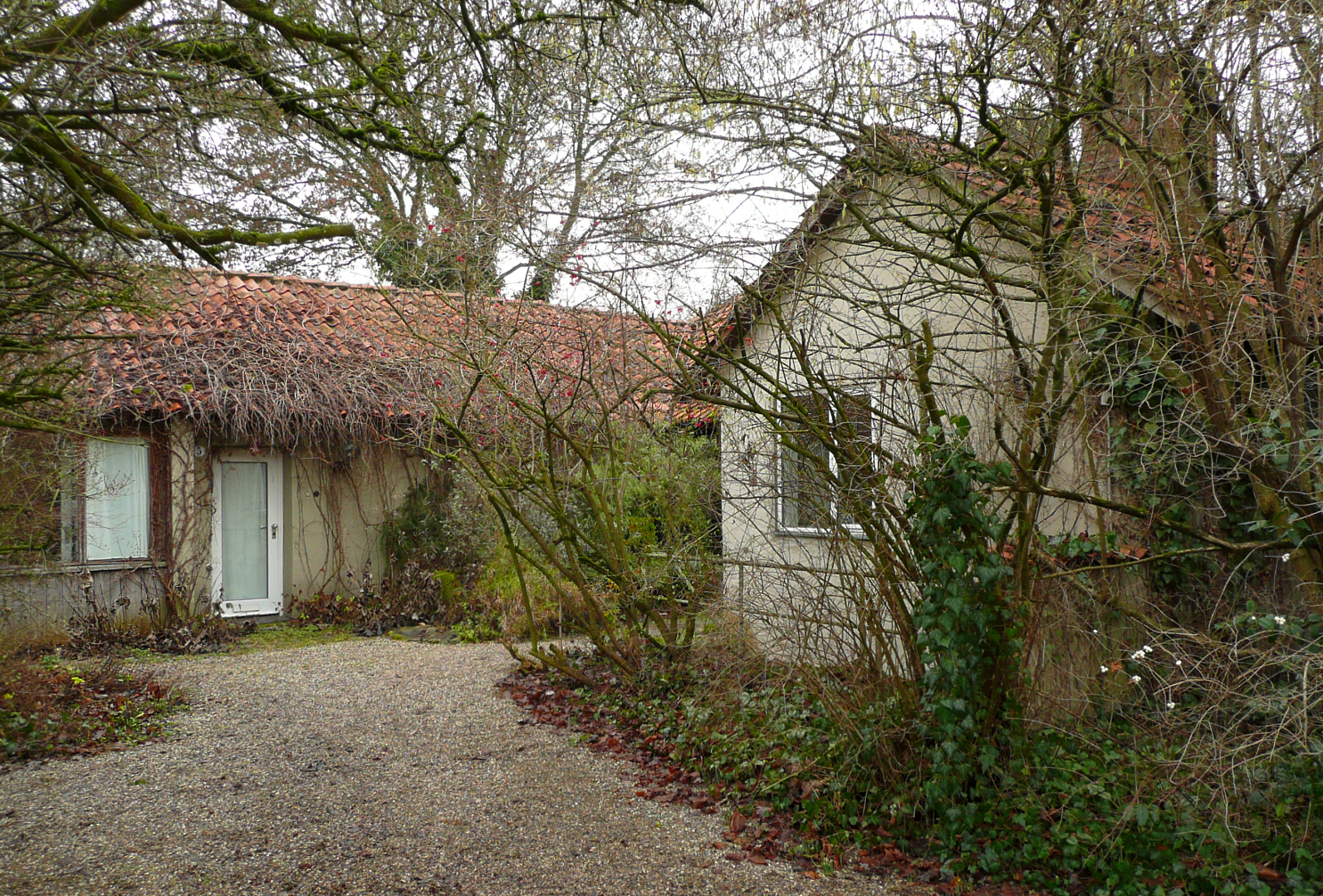
Tessenowweg 5

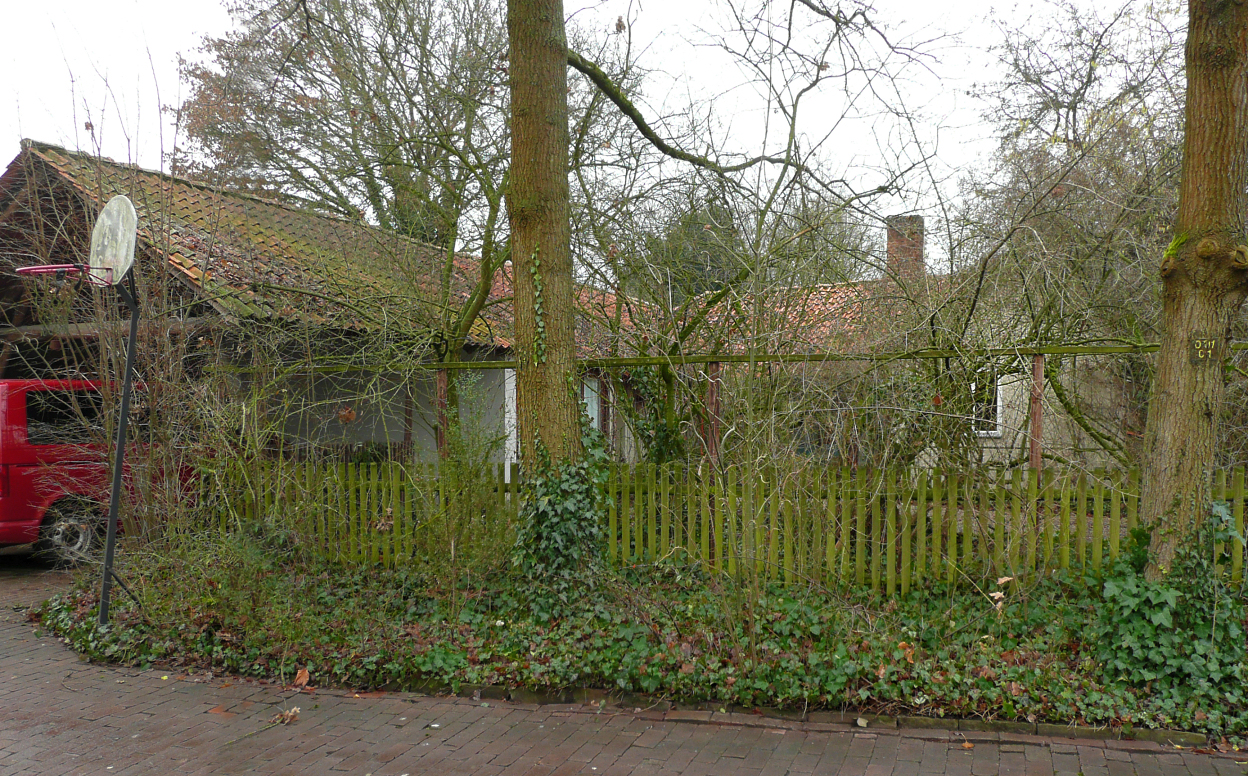
Blick auf den Innenhof

Tessenowweg 5 in Hannover im Stadtteil Kirchrode lautet die Adresse des ehemaligen Wohn- und Atelier-Hauses des Architekten Wilhelm Hübotter. Das in der frühen Nachkriegszeit nach Plänen von Hübotter im Jahr 1950 fertiggestellte, L-förmige Gebäude, mitunter auch als Tessenow Weg 5 bezeichnet, errichtete sich Hübotter auch als Haus für seinen Vater auf einem langgezogenen Gartengrundstück. Die Immobilie wurde 1954 mit dem Laves-Preis ausgezeichnet. In der Begründung der Jury hieß es dazu:

„Die liebenswürdig-wohnliche Bauanlage wurde mit denkbar einfachen Mitteln nach den Funktionen gegliedert und gestaltet und mit dem Garten verbunden.“

Der Tessenowweg als Straße wurde erst später, im Jahr 1952 angelegt.